# True at Heart
True At Heart je třetí studiové album německé zpěvačky Doro Pesch. Bylo vydáno v roce 1991.

## Seznam skladeb
1. „Cool Love“ – 03:45
2. „You Gonna Break My Heart“ – 03:42
3. „Even Angels Cry“ – 04:47
4. „The Fortuneteller“ – 05:15
5. „Live It“ – 04:12
6. „Fall For Me Again“ – 04:12
7. „Heartshaped Tattoo“ – 03:45
8. „With The Wave Of Your Hand“ – 04:52
9. „Hear Me“ – 03:44
10. „I'll Make It On My Own“ – 04:07
11. „Gettin' Nowhere Without You“ – 04:20
12. „I Know You By Heart“ – 05:03